# James Whitbread Lee Glaisher

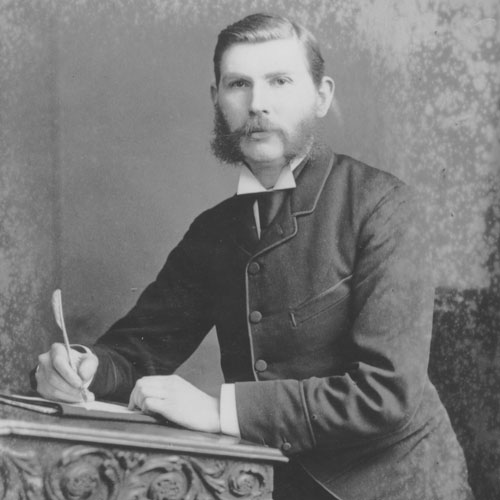
J. W. L. Glaisher, 1908

James Whitbread Lee Glaisher (* 5. November 1848 in Lewisham, Kent; † 7. Dezember 1928 in Cambridge) war ein englischer Mathematiker und Astronom.

## Leben und Wirken
James Whitbread Lee Glaisher war der Sohn des Meteorologen James Glaisher und dessen Frau Cecilia Louisa, Tochter von John Henry Belville.
Als Dozent an der Universität Cambridge beschäftigte er sich hauptsächlich mit Astronomie, Zahlentheorie, speziellen Funktionen und der Geschichte der Mathematik. Insgesamt publizierte er über 400 Arbeiten.
1871 berechnete Glaisher 100 Dezimalstellen der Eulerschen Konstanten. Zuvor hatte William Shanks in den Jahren 1867–1869 vier Berechnungen bis zu 68 Dezimalen durchgeführt, wovon nur die ersten 48 richtig waren. Drei Monate nach Glaishers Berechnung machte Shanks einen weiteren Versuch mit 110 Dezimalen, wovon aber nur 101 richtig waren. Glaishers Ergebnis wurde 1877 von John Couch Adams mit 263 Dezimalen überboten.
1874 bewies Glaisher, dass es beim Damenproblem in der Schachmathematik nicht mehr als die bekannten 92 Lösungen gibt.
Von 1871 bis 1928 war er Herausgeber des Messenger of Mathematics.
Glaisher blieb unverheiratet. Er starb am 7. Dezember 1928 in seinen Räumlichkeiten im Trinity College in Cambridge.

## Ehrungen
1875 wurde Glaisher als Mitglied („Fellow“) in die Royal Society aufgenommen, die ihm 1913 die Sylvester-Medaille verlieh. 1916 wurde er Ehrenmitglied (Honorary Fellow) der Royal Society of Edinburgh. Er war auch Mitglied zahlreicher weiterer britischer wissenschaftlicher Gesellschaften wie der Royal Astronomical Society.
Die London Mathematical Society zeichnete ihn am 12. November 1908 mit der De-Morgan-Medaille aus. Bis dahin hatte er bereits über 300 Artikel aus den Gebieten bestimmte und numerische Integration, Zahlentheorie, elliptische Funktionen (insbesondere Reihenentwicklungen im Zusammenhang mit den Theta-Funktionen), Differentialgleichungen und Astronomie geschrieben.